# ローウェル・リーバーマン
ローウェル・リーバーマン（Lowell Liebermann、1961年2月22日 - ）はアメリカ・ニューヨークの作曲家、ピアニスト、指揮者。
16歳の時、リーバーマンはカーネギーホールで自身のピアノソナタop.1を演奏した。後にジュリアード音楽院でデイヴィッド・ダイアモンドとヴィンセント・パーシケッティに学び、学士号、修士号、博士号を得た。
彼のもっともレコーディングされている作品は、ピアノとフルートのためのソナタ（1987年）、ピアノのためのガーゴイル（1989年)、フルートとオーケストラのための協奏曲（1992年）である。他の重要な作品は、フルートとギターのためのソナタ（1988年）、4つのチェロソナタ（最近では2008年）、ピアノ協奏曲第二番（1992年）、オペラ『ドリアン・グレイの肖像』（1996年）、交響曲第二番（2000年）、トランペット協奏曲（2000年）、ヴァイオリン協奏曲（2001年）、パガニーニの主題によるラプソディ～ピアノとオーケストラのための（2001年）、ジュリアード音楽院の百周年記念フェスティバルの一環で委嘱されたオペラ『ミス・ロンリーハーツ』（2006年）を含んでいる。
彼の作品は伝統的な調性の要素とより冒険的な和声の構造を組み合わせたものである。彼は取り付きやすい現代音楽の作曲家の一人である。ピッコロとオーケストラのための協奏曲、フルートとオーケストラのための協奏曲、フルートとハープとオーケストラのための協奏曲はジェームズ・ゴールウェイによって録音されている。